# علقمة بن وقاص
علقمة بن وقاص ابن محصن بن كلدة العتواري الليثي الكناني المدني أحد العلماء ورواة الحديث.
حدث عن عمر وعائشة وبلال بن الحارث المزني وعمرو بن العاص وابن عمر وطائفة. له أحاديث ليست بالكثيرة. وثقه ابن سعد والنسائي. حدث عنه ولداه عمرو وعبد الله والزهري وابن أبي ملكية ومحمد بن إبراهيم التيمي وعمرو بن يحيى المازني. له دار بالمدينة وعقب. مات في دولة عبد الملك بن مروان وحديثه في الكتب الستة وهو من بني ليث من قبيلة كنانة.
قال الذهبي: قرأت على «إسحاق بن طارق» أخبركم «ابن خليل» أنبأنا «أبو المكارم التيمي» أنبأنا «أبو علي الحداد» أنبأنا «أبو نعيم الحافظ» حدثنا فاروق الخطابي حدثنا «أبو مسلم الكشي» حدثنا «معمر بن عبد الله» حدثنا شعبة عن «الحكم» عن «إبراهيم» عن «علقمة» عن «عبد الله» قال رسول الله ﷺ: إن الله يحب أن تقبل رخصه كما يحب أن تؤتي عزائمه. قال أبو نعيم تفرد برفعه معمر هذا.